# 新英格蘭理工學院
新英格蘭理工學院（New England Institute of Technology）是位於美國羅德島州東格林威治的一所私立大學，創立於1940年。該大學提供超過40個本科、碩士及在線課程。 美国国家替代燃料发展机构（National Alternative Fuels Training Consortium）在此大學有一個培訓中心。2015年《美國新聞與世界報道》未將其列入排名中。

## 外部連結
- New England Institute of Technology homepage （页面存档备份，存于）
- New England Tech’s automotive program is one of the region’s top automotive schools, and is certified by the National Automotive Technicians Education Foundation (NATEF) （页面存档备份，存于）

41°39′43″N 71°30′09″W / 41.66194°N 71.50250°W